# Lijst van gouverneurs-generaal van Nederlands-Indië
Dit is een lijst van gouverneurs-generaal van Nederlands-Indië (het hoofd van bestuur van het gebied, ook wel toean besar genoemd).

De onderscheidingsvlag van de gouverneur-generaal bestond uit een Nederlandse vlag met rood-wit-blauwe brede wimpel
(1816-1949)

| De gouverneurs-generaal van de VOC en Nederlands-Indië                                     | De gouverneurs-generaal van de VOC en Nederlands-Indië              | De gouverneurs-generaal van de VOC en Nederlands-Indië | De gouverneurs-generaal van de VOC en Nederlands-Indië                                                                                   |
| Gouverneur-generaal                                                                        | Gouverneur-generaal                                                 | Periode                                                | Opmerking |
| ------------------------------------------------------------------------------------------ | ------------------------------------------------------------------- | ------------------------------------------------------ | --- |
|                                                                                            | Pieter Both (1568-1615)                                             | 1610 - 6 november 1614                                 | Afgetreden na kritiek |
|                                                                                            | Gerard Reynst (1568-1615)                                           | 20 november 1614 - december 1615 †                     | |
|                                                                                            | Laurens Reael (1583-1637)                                           | 19 juni 1616 - 26 maart 1618                           | |
|                                                                                            | Jan Pieterszoon Coen (1587-1629)                                    | april 1618 - 1 februari 1623                           | |
|                                                                                            | Pieter de Carpentier (1586-1659)                                    | 1 februari 1623 - oktober 1627                         | |
|                                                                                            | Jan Pieterszoon Coen (1587-1629)                                    | oktober 1627 - 21 september 1629 †                     | |
|                                                                                            | Jacques Specx (1585-1652)                                           | 25 september 1629 - september 1632                     | |
|                                                                                            | Hendrik Brouwer (1581-1643)                                         | september 1632 - 1 januari 1636                        | |
|                                                                                            | Antonio van Diemen (1593-1645)                                      | 1 januari 1636 - 12 april 1645                         | Stelde zijn opvolger een paar dagen voor zijn overlijden aan, wat tegen het beleid van de Heren XVII in ging                             |
|                                                                                            | Cornelis van der Lijn (1608-1679)                                   | 12 april 1645 - 7 oktober 1650                         | |
|                                                                                            | Carel Reyniersz (1604-1653)                                         | 7 oktober 1650 - 1653                                  | De Heren XVII wilde hem ontslaan, maar hij had zelf al een ontslagbrief ingediend vanwege zijn slechte gezondheid                        |
|                                                                                            | Joan Maetsuycker (1606-1678)                                        | 1653 - 24 januari 1678                                 | Werd benoemd tot voorlopig gouverneur-generaal, wat in 1654 door de Heren XVII werd bevestigd                                            |
|                                                                                            | Rijcklof van Goens (1619-1682)                                      | 24 januari 1678 - november 1681                        | |
|                                                                                            | Cornelis Speelman (1628-1684)                                       | 25 november 1681 - 11 januari 1684 †                   | |
|                                                                                            | Johannes Camphuys (1634-1695)                                       | 11 januari 1684 - 24 september 1691                    | |
|                                                                                            | Willem van Outhoorn (1635-1720)                                     | 24 september 1691 - 1704                               | |
|                                                                                            | Joan van Hoorn (1653-1711)                                          | 1704 - 30 oktober 1709                                 | |
|                                                                                            | Abraham van Riebeeck (1653-1713)                                    | 30 oktober 1709 - 17 november 1713 †                   | |
|                                                                                            | Christoffel van Swol (1668-1718)                                    | 17 november 1713 - 12 november 1718 †                  | |
|                                                                                            | Hendrick Zwaardecroon (1667-1728)                                   | 13 november 1718 - 8 juli 1725                         | |
|                                                                                            | Mattheus de Haan (1663-1729)                                        | 8 juli 1725 - 1 juni 1729 †                            | |
|                                                                                            | Diederik Durven (1676-1740)                                         | 1 juni 1729 - 9 oktober 1731                           | |
|                                                                                            | Dirk van Cloon (1684-1735)                                          | 9 oktober 1731 - 10 maart 1735 †                       | |
|                                                                                            | Abraham Patras (1671-1737)                                          | 10 maart 1735 - 3 mei 1737 †                           | |
|                                                                                            | Adriaan Valckenier (1695-1751)                                      | 3 mei 1737 - 6 november 1741                           | |
|                                                                                            | Johannes Thedens (1680-1748)                                        | 6 november 1741 - mei 1743                             | |
|                                                                                            | Baron G.W. van Imhoff (1705-1750)                                   | mei 1743 - 1 november 1750 †                           | |
|                                                                                            | Jacob Mossel (1704-1761)                                            | 1 november 1750 - 15 mei 1761 †                        | |
|                                                                                            | P.A. van der Parra (1714-1775)                                      | 15 mei 1761 - 29 december 1775 †                       | |
|                                                                                            | Jeremias van Riemsdijk (1712-1777)                                  | 29 december 1775 - 3 oktober 1777 †                    | |
|                                                                                            | Reinier de Klerk (1710-1780)                                        | 4 oktober 1777 - maart 1780                            | Gouverneur-generaalschap overgedragen vanwege ziekte                                                                                     |
|                                                                                            | Willem Alting (1724-1800)                                           | maart 1780 - 17 februari 1797                          | Laatste gouverneur-generaal van de VOC                                                                                                   |
|                                                                                            | P.G. van Overstraten (1755-1801)                                    | 17 februari 1797 - 22 augustus 1801 †                  | |
|                                                                                            | Johannes Siberg (1740-1817)                                         | 22 augustus 1801 - 1805                                | Was een jaar waarnemend gouverneur-generaal tot de bevestiging van zijn functie door de democratische regering van de Bataafse Republiek |
|                                                                                            | A.H. Wiese (1761-1810)                                              | 1805 - 1808                                            | |
|                                                                                            | H.W. Daendels (1762-1818)                                           | 1808 - 1810                                            | |
|                                                                                            | jhr. J.W. Janssens (1762-1838)                                      | 1811 - 18 september 1811                               | |
| Onder Brits bestuur 1811-1816                                                              |                                                                     |                                                        | |
| Gouverneur-generaal                                                                        | Gouverneur-generaal                                                 | Periode                                                | Opmerking |
|                                                                                            | Earl Gilbert Elliot-Murray-Kynynmound (1751-1814)                   | 1811                                                   | |
|                                                                                            | T.S.B. Raffles (1781-1826)                                          | 11 september 1811 - 11 maart 1816                      | |
|                                                                                            | John Fendall (1762-1825)                                            | 11 maart 1816 - 16 augustus 1816                       | |
| Gouverneurs-generaal van Nederlands-Indië tijdens het Koninkrijk der Nederlanden 1816-1949 |                                                                     |                                                        | |
| Gouverneur-generaal                                                                        | Gouverneur-generaal                                                 | Periode                                                | Opmerking |
|                                                                                            | Baron G.A.G.P. van der Capellen (1778-1848)                         | 19 augustus 1816 - 1 januari 1826                      | |
|                                                                                            | Baron H.M. de Kock (1779-1845) (als waarnemend gouverneur-generaal) | 1 januari 1826 - 4 februari 1826                       | |
|                                                                                            | Burggraaf L.P.J. du Bus de Gisignies (1780-1849)                    | 4 februari 1826 - 16 januari 1830                      | |
|                                                                                            | Graaf Johannes van den Bosch (1780-1844)                            | 16 januari 1830 - 31 januari 1834                      | |
|                                                                                            | Baron J.C. Baud (1789-1859)                                         | 31 januari 1834 - 29 februari 1836                     | Was vanaf 2 juli 1833 gouverneur-generaal ad-interim                                                                                     |
|                                                                                            | D.J. de Eerens (1781-1840)                                          | 29 februari 1836 - 30 mei 1840 †                       | |
|                                                                                            | C.S.W. van Hogendorp (1788-1856)                                    | juni 1840 - januari 1841                               | |
|                                                                                            | Pieter Merkus (1787-1844)                                           | januari 1841 - 2 augustus 1844 †                       | |
|                                                                                            | jhr. J.C. Reijnst (1798-1871) (als waarnemend gouverneur-generaal)  | 5 augustus 1844 - 30 september 1845                    | |
|                                                                                            | J.J. Rochussen (1797-1871)                                          | 30 september 1845 - 1851                               | |
|                                                                                            | A.J. Duymaer van Twist (1809-1887)                                  | 1851 - 22 mei 1856                                     | |
|                                                                                            | C.F. Pahud (1803-1873)                                              | 22 mei 1856 - 2 september 1861                         | |
|                                                                                            | Ary Prins (1816-1867) (als waarnemend gouverneur-generaal)          | 2 september 1861 - .. 1861                             | |
|                                                                                            | Baron L.A.J.W. Sloet van de Beele (1806-1890)                       | 1861 - 1866                                            | |
|                                                                                            | Ary Prins (1816-1867) (als waarnemend gouverneur-generaal)          | 1866                                                   | |
|                                                                                            | Pieter Mijer (1812-1881)                                            | 1866 - 1872                                            | |
|                                                                                            | James Loudon (1824-1900)                                            | 1872 - 17 december 1874                                | |
|                                                                                            | J.W. van Lansberge (1830-1905)                                      | 1875 - 12 april 1881                                   | |
|                                                                                            | Frederik s'Jacob (1822-1901)                                        | 12 april 1881 - 20 januari 1884                        | |
|                                                                                            | Otto van Rees (1823-1892)                                           | 20 januari 1884 - 1888                                 | |
|                                                                                            | Cornelis Pijnacker Hordijk (1847-1908)                              | 1888 - 17 oktober 1893                                 | |
|                                                                                            | C.H.A. van der Wijck (1840-1914)                                    | 17 oktober 1893 - 3 oktober 1899                       | |
|                                                                                            | Willem Rooseboom (1843-1920)                                        | 3 oktober 1899 - 1 oktober 1904                        | |
|                                                                                            | J.B. van Heutsz (1851-1924)                                         | 1 oktober 1904 - 1909                                  | |
|                                                                                            | A.W.F. Idenburg (1861-1935)                                         | 1909 - 1916                                            | |
|                                                                                            | Graaf J.P. van Limburg Stirum (1873-1948)                           | 1916 - 1921                                            | |
|                                                                                            | Dirk Fock (1858-1941)                                               | 1921 - 1926                                            | |
|                                                                                            | jhr. A.C.D. de Graeff (1872-1957)                                   | 1926 - 1931                                            | |
|                                                                                            | jhr. B.C. de Jonge (1875-1958)                                      | 1931 - 1936                                            | |
|                                                                                            | jhr. A.W.L.T. van Starkenborgh Stachouwer (1888-1978)               | 1936 - september 1945                                  | Officieel de laatste gouverneur-generaal van Nederlands-Indië                                                                            |
|                                                                                            | H.J. van Mook (1894-1965) (luitenant gouverneur-generaal)           | 1942 - 11 oktober 1948                                 | Laatste landvoogd van Nederlands-Indië                                                                                                   |
|                                                                                            | L.J.M. Beel (1902-1977) (hoge vertegenwoordiger van de kroon)       | 1948 - mei 1949                                        | |
|                                                                                            | A.H.J. Lovink (1902-1995) (hoge vertegenwoordiger van de kroon)     | mei 1949 - december 1949                               | |